# 良封
良封（？—135年），东汉羌人，钟羌种部落首领。

## 生平
东汉与羌的战争到汉顺帝时，强大的先零羌和烧当羌已被平定。阳嘉三年（134年）七月，钟羌种首领良封、陈洋等再次攻打汉朝的陇西郡（治今甘肃省临洮县）和汉阳郡（原天水郡，治今甘肃省甘谷县）。汉顺帝下诏任命前任护羌校尉马贤为谒者，负责镇压、安抚羌人诸种。十月，时任护羌校尉马续派兵进击钟羌，将良封所部击破。四年（135年），马贤再发动陇西吏士和羌胡兵击杀良封，斩首千八百级，获马、牛、羊五万余头。良封的亲属投降马贤。